# Национальный парк Банке
Национальный парк Банке расположен в Среднезападном регионе Непала и был основан в 2010 году. Он стал десятым национальным парком Непала. Площадь охраняемой территории 550 км² и приходится в основном, на передовую гряду холмов Чурия. Парк окружен буферной зоной площадью 344 км² в районах Банке, Сальян и Данг.

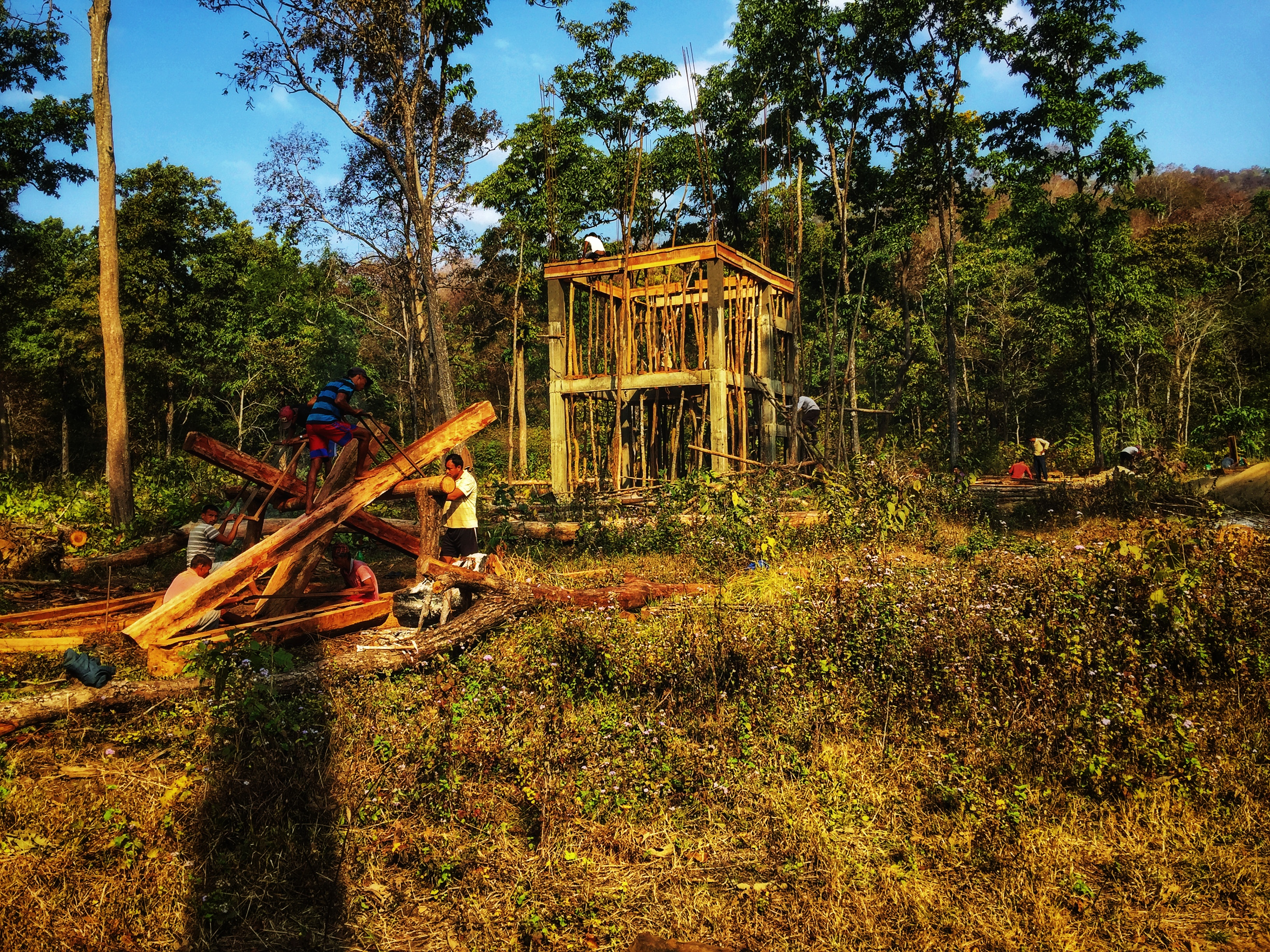

Вместе с соседним национальным парком Бардия общая площадь охраняемой территории составляет 1518 км² и является территориальной единицей сохранения тигра Бардия-Банке.